# Ilha Parama

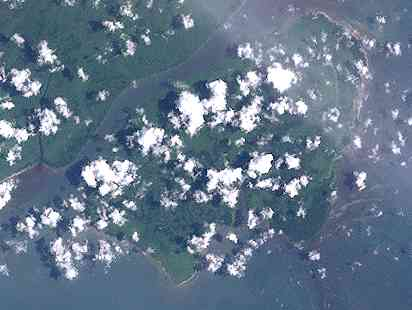
NASA - Imagem Landsat da Ilha de Parama

A Ilha de Parama (antiga Ilha de Bampton) é uma ilha próxima à costa sul de Papua Nova Guiné . Ele está localizado 17 km a leste de Daru, a capital da província da Província Ocidental (Papua Nova Guiné), no extremo sul do delta do Rio Fly e no canto nordeste do Estreito de Torres. É o ponto mais setentrional das Ilhas do Estreito de Torres e, ao mesmo tempo, o mais meridional do delta do Rio Fly. Bampton Point, seu ponto mais meridional, marca o canto sudoeste do Golfo de Papua. O Mar de Coral está a sudeste. O Estreito de Torres fica ao sul e sudoeste, especificamente o Grande Canal do Nordeste, que separa a Ilha de Parama da ilha australiana mais próxima (Queensland), Bramble Cay, 48 km ESE.
Parama tem uma forma aproximadamente retangular, 9,6 km de comprimento e até 5,7 km de largura, com um comprimento de costa de 27,7 km e uma área de 37 km². É uma ilha baixa, plana, lamacenta e coberta por manguezais. É separada do continente pela passagem Toro, que tem 400 a 700 metros de largura e sete quilômetros de comprimento e 1,8 a 5,5 metros de profundidade.
Toda a população de 441 (de acordo com o Censo de 2000) vive na aldeia de Parama, no lado leste, de frente para o Golfo de Papua. O número em 1991 foi de 240. Apenas a área ao redor da aldeia é cultivada. A aldeia está dividida em seis divisões de clãs. Os clãs, que têm nomes de animais, são listados, de norte a sul (1991):
- Doriomu (Shark, anteriormente Tebere) (escola a oeste fora da divisão do clã)
- Maruadai (Marowadai) (Casuar) (com igreja: Igreja Unida)
- Hegeredai (Dingo)
- Oromorubi (cachorro)
- Miaridai (crocodilo) (com hospital)
- Gaidai (águia)

Uma lista posterior (1995) menciona apenas cinco clãs, substituindo Hegeredai e Oromorubi por Sobogu .
No sudoeste da ilha fica o Gaziro (Gasiri), um acampamento temporário de pescadores também usado pelos continentais.
O recife em franja na costa oriental em frente à aldeia, o "recife doméstico", é denominado Podomaza .
Worimo Reef, um recife seco de rochas e areia, sobre o qual o mar quebra pesadamente durante os negócios do sudeste, se estende por oito quilômetros a SSE de Bampton Point. Ele ainda se estende até Merrie England Shoals, com profundidades de menos de dois metros. A área do recife, em sua maioria submersa, é de 18,8 km².
Ellengowan Rock, uma rocha submersa com profundidade de apenas 1,1 metros, está localizada 11 km a leste da Ilha de Parama.
O primeiro avistamento registrado por europeus na Ilha de Parama foi pela expedição espanhola de Luís Vaez de Torres, que pousou nela em 5 de setembro de 1606.